# Veľká Paka
Veľká Paka (maďarsky Nagypaka) je obec na Slovensku v okresu Dunajská Streda.
Historické souvislosti a první zmínky o této relativně malé obci nejsou zřejmé. Obec je písemně doložena od roku 1222, podle jiných pramenů od roku 1250. Z historického hlediska jsou zajímavé také nálezy hrobů maďarovské kultury ze starší doby bronzové. Obec v současné podobě vznikla sloučením s obcemi Čukárska a Malá Paka v roce 1941. Obec má tři místní části: Čukárska Paka, Malá Paka a Veľká Paka.
V obci taktéž nalezneme množství památek: faru a kostel sv. Ladislava (1317, podle některých pramenů z roku 1678), kapličku sv. Kříže, vedle cesty stojící kříž (1830) a zemědělské domy ze 16. stol. Ve vesnici se 714 obyvateli se nachází kromě jiného moderní kulturní dům, penzión a rybník.
Nejvýznamnější posvátnou památkou obce je barokní římskokatolický Kostel sv. Ladislava postavený v roce 1678, nebo 1317. Místo pro hlavní oltář původního kostela se stalo po přestavbě z roku 1937 boční kapličkou. Nová loď, která byla postavena příčně k původní stavbě, má kazetový strop. Oltář starého presbytáře je klasicistický, nese obraz sv. Ladislava z druhé poloviny 18. století.
Podle sčítání z roku 2011 v obci žilo 879 osob. Z toho 478 (55 %) slovenské, 335 (38 %) maďarské a 71 osob (8 %) jiné, nebo nezjištěné národnosti.